# Agrammia
Agrammia é um gênero de mariposa pertencente à família Crambidae.